# Speedcell

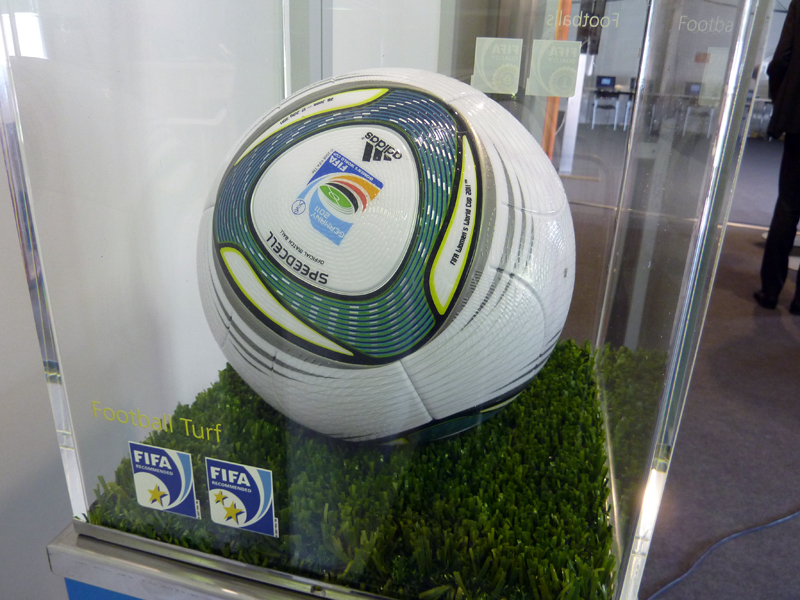
Der offizielle Spielball der Fußball-Weltmeisterschaft der Frauen 2011

Speedcell ist der offizielle Name des von adidas vertriebenen Spielballs der Fußball-Weltmeisterschaft der Frauen 2011 in Deutschland. Der Spielball wurde im Rahmen der Endrundenauslosung am 28. November 2010 in Frankfurt am Main vorgestellt.
Der Name Speedcell steht nach den Angaben der FIFA für Schnelligkeit, Kraft und Teamgeist. Das Balldesign enthält elf Linien, die die 11 Spieler in einem Team darstellen sollen, und unterstreicht die Notwendigkeit für Gemeinsamkeit und Geschlossenheit. Die Farbverläufe wurden durch die rotierende, schnelle und dynamische Bewegungen im Fußball inspiriert.
Der Ball wurde ebenfalls bei der FIFA-Klub-Weltmeisterschaft 2010 und der U-20-Fußball-Weltmeisterschaft 2011 in Kolumbien verwendet.